# Jonas Ogandaga
Jonas Ogandaga (ur. 1 sierpnia 1975 w Port-Gentil) – gaboński piłkarz grający na pozycji pomocnika lub napastnika.

## Kariera klubowa
Karierę piłkarską Ogandaga rozpoczął w klubie Petrosport FC z miasta Port-Gentil. W 1992 roku zadebiutował w nim w pierwszej lidze gabońskiej. W 1994 roku odszedł do AS Sogara i w tamtym roku wywalczył z nim mistrzostwo Gabonu. W 1995 roku przeszedł do Mbilinga FC i grał w nim do 1996 roku.
W 1996 roku Ogandaga został zawodnikiem marokańskiego klubu Raja Casablanca. W sezonach 1996/1997 i 1997/1998 dwukrotnie z rzędu wywalczył z Rają mistrzostwo Maroka. Od 1998 do 2003 roku Gabończyk grał w Tunezji. W sezonie 1998/1999 występował w Olympique Kef, a od 1999 roku w CO Medenine.
W 2004 roku Ogandaga wrócił do Gabonu i do końca swojej kariery, czyli do 2009 roku był zawodnikiem klubu Stade Mandji. W sezonie 2008/2009 był z nim mistrzem kraju.

## Kariera reprezentacyjna
W reprezentacji Gabonu Ogandaga zadebiutował w 1993 roku. W 1994 roku wystąpił w jednym meczu Pucharu Narodów Afryki 1994, z Egiptem (0:4).
W 1996 roku Ogandaga został powołany do kadry na Puchar Narodów Afryki 1996. Na tym turnieju rozegrał trzy spotkania: z Liberią (1:2), z Demokratyczną Republiką Konga (0:2) i ćwierćfinale z Tunezją (1:1, k. 1:4).
W 2000 roku Ogandaga był w kadrze Gabonu na Puchar Narodów Afryki 2000. Tam wystąpił trzykrotnie: z Republiką Południowej Afryki (1:3), z Algierią (1:3) i z Demokratyczną Republiką Konga (0:0).